# Бацано (Болоња)
Бацано (итал. Bazzano) је насеље у Италији у округу Болоња, региону Емилија-Ромања.
Према процени из 2011. у насељу је живело 6131 становника. Насеље се налази на надморској висини од 88 м.

## Становништво
| 1931. | 1936. | 1951. | 1961. | 1971. | 1981. | 1991. | 2001. | 2011. |
| ----- | ----- | ----- | ----- | ----- | ----- | ----- | ----- | ----- |
| 4.929 | 4.852 | 5.060 | 4.462 | 4.732 | 5.299 | 5.309 | 6.103 | 6.723 |